# کریستین مولر (بازیکن فوتبال، زاده ۱۹۳۸)
کریستین مولر (انگلیسی: Christian Müller؛ زادهٔ ۲۹ اوت ۱۹۳۸) بازیکن فوتبال اهل آلمان است.
از باشگاه‌هایی که در آن بازی کرده‌است می‌توان به باشگاه فوتبال کارلسروهه و باشگاه فوتبال کلن اشاره کرد.